# Recopa Sudamericana 2015
La Recopa Sudamericana 2015 è stata la ventitreesima edizione della Recopa Sudamericana. Si tratta di una finale con partite di andata e ritorno tra i vincitori della Coppa Libertadores dell'anno precedente e i vincitori della Coppa Sudamericana dell'anno precedente, ovvero il San Lorenzo e il River Plate.
La partita d'andata si è giocata il 6 febbraio al Monumental, casa del River Plate, mentre la gara di ritorno si è giocata l'11 febbraio al Nuevo Gasometro, casa del San Lorenzo. A conquistare il titolo è stato il River che ha vinto sia la gara d'andata che quella di ritorno per 1-0.

## Tabellini

### Andata
| Arbitro: | Germán Delfino |

|             |           |  |
| Sánchez 77’ | Marcatori |  |

| River Plate | San Lorenzo |

### Ritorno
| Arbitro: | Néstor Pitana |

|  |           |             |
|  | Marcatori | 67’ Sánchez |

| San Lorenzo | River Plate |